# Resolutie 1147 Veiligheidsraad Verenigde Naties
Resolutie 1147 van de Veiligheidsraad van de Verenigde Naties werd unaniem door de VN-Veiligheidsraad aangenomen op 13 januari 1998 en was de eerste resolutie van dat jaar.

## Achtergrond
In 1980 overleed de Joegoslavische leider Tito, die decennialang de bindende kracht was geweest tussen de zes deelstaten van het land. Na zijn dood kende het nationalisme een sterke opmars en in 1991 verklaarde Kroatië zich onafhankelijk. Daarop volgde de Kroatische Onafhankelijkheidsoorlog, tijdens dewelke het Joegoslavische Volksleger het strategisch gelegen schiereilandje Prevlaka innam. In 1996 kwamen Kroatië en Joegoslavië overeen Prevlaka te demilitariseren, waarop VN-waarnemers van UNMOP kwamen om daarop toe te zien. Deze missie bleef uiteindelijk tot 2002 aanwezig.

## Inhoud

### Waarnemingen
Op 30 september 1992 waren de presidenten van Kroatië en Servië en Montenegro overeengekomen het schiereiland Prevlaka te demilitariseren, en dat had sterk bijgedragen tot vermindering van de spanningen in de regio. Het demilitarisatieregime werd vaak geschonden, maar dat gebeurde de voorbije periode minder. De onderhandelingen over het schiereiland zelf gingen intussen niet verder. De aanwezigheid van de militaire VN-waarnemers bleef echter essentieel voor de onderhandelingen.

### Handelingen
Die waarnemers werden geautoriseerd om te blijven toezien op de demilitarisatie van Prevlaka tot 15 juli. Ook werd opgeroepen de schendingen van het demilitarisatieregime te stoppen en voluit samen te werken met de waarnemers. Er werd eveneens aangedrongen op concrete stappen naar een oplossing voor het betwiste schiereiland. Ten slotte werd secretaris-generaal Kofi Annan gevraagd om tegen 5 juli te rapporteren over de gemaakte vooruitgang.

## Verwante resoluties
- Resolutie 1144 Veiligheidsraad Verenigde Naties (1997)
- Resolutie 1145 Veiligheidsraad Verenigde Naties (1997)
- Resolutie 1160 Veiligheidsraad Verenigde Naties
- Resolutie 1166 Veiligheidsraad Verenigde Naties

Lijst ·  1147 ·  1148 ·  1149 ·  1150 ·  1151 ·  1152 ·  1153 ·  1154 ·  1155 ·  1156 ·  1157 ·  1158 ·  1159 ·  1160 ·  1161 ·  1162 ·  1163 ·  1164 ·  1165 ·  1166 ·  1167 ·  1168 ·  1169 ·  1170 ·  1171 ·  1172 ·  1173 ·  1174 ·  1175 ·  1176 ·  1177 ·  1178 ·  1179 ·  1180 ·  1181 ·  1182 ·  1183 ·  1184 ·  1185 ·  1186 ·  1187 ·  1188 ·  1189 ·  1190 ·  1191 ·  1192 ·  1193 ·  1194 ·  1195 ·  1196 ·  1197 ·  1198 ·  1199 ·  1200 ·  1201 ·  1202 ·  1203 ·  1204 ·  1205 ·  1206 ·  1207 ·  1208 ·  1209 ·  1210 ·  1211 ·  1212 ·  1213 ·  1214 ·  1215 ·  1216 ·  1217 ·  1218 ·  1219